# SMART-L
Le SMART-L (Signaal Multibeam Acquisition Radar for Tracking, L band (« Radar d’acquisition et de suivi multifaisceau Signaal, bande L »)) est un radar  naval de lutte antiaérienne de type tridimensionnel à balayage électronique à longue portée construit par Thales Nederland, filiale néerlandaise du groupe français Thales autrefois nommée Hollandse Signaalapparaten ou Signaal.
Son antenne à balayage électronique passive comporte 24 éléments, se répartissant en 16 éléments utilisés pour l’émission et la réception par formation de faisceau numérique, et 8 éléments récepteurs seuls. Le balayage vertical et la compensation du mouvement du navire sont effectués électroniquement. Le balayage horizontal est effectué par rotation de l’antenne.
Le SMART-L a une portée maximale de 400 km, utilisable contre les avions de patrouille maritime, limitée à 65 km pour les missiles furtifs. Une mise à jour logicielle, intitulée mode ELR (Extended Long Range), permet d’étendre la portée maximale de détection des missiles balistiques à plus de 2 000 km. Les quatre frégates de la classe De Zeven Provincien de la Marine royale néerlandaise en ont été équipées en 2018 .

## Versions
- SMART-L
- SMART-L EWC — Early Warning Capability (« capacité d’alerte avancée »)
- SMART-L GB — Ground Based (« terrestre »)
- S1850M, version développée en lien avec BAE Systems.

## Caractéristiques techniques
- Système d'antenne: 
  - Dimensions : 8,4 m par 4 m par 4,4 m ; 7 800 kg
  - Nombre d'éléments d'antenne : 24 (16 émetteurs-récepteurs, 8 récepteurs)
  - Nombre de faisceaux formés : 16
  - Largeur de faisceau : 2,2° horizontal, 0–70° vertical
  - Polarisation : verticale
  - Fréquence: bande D (ancienne bande L )
  - Vitesse de rotation: 12 tr/min
  - Système IFF intégré, bande D
- Zones de détection maximales : 
  - Missiles furtifs : 65 km
  - Avion de patrouille : 400 km
  - Missiles balistiques : 2 000 km après la mise à jour du logiciel[4].
- Nombre maximal de cibles suivies : 
  - Aériennes : 1 000
  - Maritimes : 100

## Utilisateurs
| Classe de navire / Lieu                   | Opérateur                          | Version        | Quantité |
| ----------------------------------------- | ---------------------------------- | -------------- | -------- |
| Frégates de classe De Zeven Provinciën    | Marine royale néerlandaise         | SMART-L EWC    | 4        |
| Frégates de classe Sachsen                | Deutsche Marine                    | SMART-L        | 3        |
| Destroyers Type 45                        | Royal Navy                         | S1850M         | 6        |
| Porte-avions de classe Queen Elizabeth    | Royal Navy                         | S1850M         | 2        |
| Frégates de classe Horizon                | Marine nationale / Marina Militare | S1850M         | 2/2      |
| Porte-hélicoptères de classe Dodko        | Marine de la république de Corée   | SMART-L        | 4        |
| Frégates de classe Iver Huitfeldt         | Marine royale danoise              | SMART-L        | 3        |
| Base de contrôle aérien de Nieuw-Milligen | Armée de l'air royale néerlandaise | SMART-L EWC GB | 2        |
| Total                                     | Total                              | Total          | 28       |